# Consiglio dipartimentale degli Yvelines
Il Consiglio dipartimentale degli Yvelines (in francese  Conseil départemental des Yvelines) è l'assemblea deliberativa del dipartimento francese degli Yvelines. La sua sede è a Versailles, nell'hôtel de prefecture.
Dal 2014, il suo presidente è Pierre Bédier (LR).

## Composizione
Il consiglio dipartimentale degli Yvelines comprende 42 consiglieri dipartimentali provenienti dai 21 cantoni degli Yvelines.